# Massimiliano Angelelli (pilota automobilistico)
Massimiliano Angelelli detto Max (Bologna, 15 dicembre 1966) è un pilota automobilistico italiano.
Dopo un inizio nelle monoposto, tra cui annovera la vittoria del titolo italiano di Formula 3 nel 1992, ha trascorso gran parte della propria carriera nelle competizioni a ruote coperte. Tra i suoi maggiori successi si annoverano due vittorie alla 24 Ore di Daytona nelle edizioni 2005 e 2017 e due titoli nella serie statunitense Grand-Am nel 2005 e nel 2013.

## Carriera

### Gli esordi
Nato in una famiglia con una forte passione per l'automobilismo, tanto che il padre era uno dei titolari di una squadra sportiva, Angelelli cominciò a correre nel 1987 con le monoposto della Formula Alfa Boxer. Nel 1989 passò al Campionato italiano di Formula 3, in cui riuscì a laurearsi campione nel 1992. Venne quindi assunto dalla Volkswagen come pilota ufficiale per gareggiare in Formula 3 tedesca l'anno seguente. Il primo anno chiuse al secondo posto in classifica, mentre nel 1995 passò alla Opel e fu terzo. Proprio durante il periodo in cui gareggiava in Germania ebbe l'occasione di guidare la safety car durante il Gran Premio di San Marino 1994, nei giri antecedenti all'incidente mortale di Ayrton Senna.
Prese parte anche al Gran Premio di Macao di Formula 3 del 1996, che chiuse al secondo posto.

### Le gare a ruote coperte
A partire dal 1996, Angelelli orientò la sua carriera verso le competizioni a ruote coperte. Prese inizialmente parte ad alcune gare del BPR Global GT Series, per poi passare al campionato FIA GT (1997-1998) e all'American Le Mans Series (1999-2002). Disputò la 24 Ore di Le Mans 1999 alla guida di una Panoz LMP-1 Roadster-S motorizzata Ford, classificandosi 11º. In seguito corse anche nel campionato di durata Grand-Am, che si svolgeva negli Stati Uniti d'America
Angelelli focalizzò le sue partecipazioni soprattutto in gare negli Stati Uniti, ottenendo diverse soddisfazioni nel 2005. In quell'anno, vinse sia il campionato Grand-Am, nella serie Daytona Prototype con il suo compagno di squadra Wayne Taylor, sia la 24 Ore di Daytona sempre in coppia con Taylor e, per l'occasione, con Emmanuel Collard. 
Venne invitato a partecipare al campionato IROC 2006 in America, insieme al suo compagno di squadra Taylor, diventando così i primi concorrenti che a gareggiare in tandem nella storia della competizione.
Negli anni seguenti ha sempre continuato a correre nel campionato Grand Am, passando nel 2008 alle vetture Dallara motorizzate Pontiac, messe in pista dalla SunTrust Racing. Lo stesso anno si fece notare per la vittoria conseguita insieme a Michael Valiante nella "Armed Forces 250", 12ª gara del campionato, disputatasi sull'Infineon Raceway di Sonoma, in California, dopo aver condotto ben 80 dei 102 giri. Questa fu la prima vittoria di una vettura dotata del telaio del costruttore di Varano de' Melegari, dopo che questo aveva acquisito dal costruttore americano Doran la licenza per partecipare al campionato 2008. 
Dopo aver chiuso al secondo posto le stagioni 2010 e 2011, riuscì nuovamente a vincere la serie nel 2013, laureandosi campione per la seconda volta.
Negli anni seguenti prese parte ad alcuni appuntamenti del campionato IMSA, riuscendo a vincere nuovamente la 24 Ore di Daytona nel 2017. A seguito di questo successo annunciò il suo ritiro dalle competizioni.

### Risultati
Fonte
1987 – 8º Formula Alfa Boxer
1988 – 3º Formula Alfa Boxer
1989 – Formula 3 italiana
1990 – 3º Formula 3 italiana
1991 – 5º Formula 3 italiana
1992 – Campione italiano Formula 3
1993 – 2º Formula 3 tedesca
1994 – Formula 3 tedesca
1995 – 3º Formula 3 tedesca
1996 – BPR Global GT Series; 2º al Gran Premio di Macao F.3
1997 – FIA GT
1998 – 19º FIA GT
1999 – 16º American Le Mans Series; 11º alla 24 Ore di Le Mans
2000 – 22º American Le Mans Series
2001 – 11º American Le Mans Series
2002 – 11º American Le Mans Series
2003 – Tester General Motors
2004 – 4º Grand-Am
2005 – Campione Grand-Am
2006 – 3º Grand-Am
2007 – 3º Grand-Am